# Alegria Julià i Danés
Alegria Julià i Danés (El Guinardó, Barcelona, 16 d'abril de 1945) és una escriptora catalana que ha conreat la literatura infantil i juvenil.
Alegria Julià va néixer al barri barceloní del Guinardó el 1945 i va iniciar la seva formació a l'Escola Municipal del Parc del Guinardó. L'escola comptava amb una nodrida biblioteca on es va començar a interessar per la lectura i, més tard, per l'escriptura. Va exercir de mestra durant molts anys, a les Escoles Grimm, als CEIP Tresfonts i CEIP Lope de Vega, tots tres de Barcelona i a l'escola Àngel Guimerà de Pallejà. També va fer d'assessora didàctica al Servei d'Ensenyament del Català (SEDEC). Va tornar de nou a les aules, a l'escola Pau Casals-Gràcia, on es va jubilar. Actualment segueix tenint contacte amb les escoles. Li agrada encomanar als nois i noies l'afició per la literatura. Continua vivint al Guinardó, un barri amb tradició d'escriptors que considera propici per la creació literària.
Ha publicat contes a la revista Cavall Fort, reculls de contes i diverses novel·les. A Gent de mar (1997) s'hi reflecteix el seu amor pel mar, herència de la família del seu pare, que era de Vilassar de Mar, lloc on està ambientada la novel·la. Estiueja a Moià, la capital del Moianès, i els paisatges i les tradicions d'aquesta comarca són la font d'inspiració de la seva novel·la Un romà al segle xx (1991) i del recull Contes de festa major (1995). Allà, a més, va fer amistat amb el dibuixant Josep Lluís Martínez i Picañol, més conegut com a Picanyol, que va ser l'il·lustrador dels llibres Un romà al segle XX i Contes verticals (2008).

## Obra
Narrativa:
- Contes de festa major (1995) ISBN 978-84-843-5563-2
- Contes numèrics una mica histèrics (2001) ISBN 978-84-843-5493-2
- Contes verticals (2008) ISBN 978-84-834-3043-9
- Contalles i rialles d'arreu del món (2011) ISBN 978-84-474-4052-8
- Contes enigmístics (2018) ISBN 978-84-16661-78-7

Novel·la:
- Un romà al segle XX (1991) ISBN 978-84-246-8185-2
- De cop i volta (1996) ISBN 978-84-218-1730-8 i en una nova edició (2012) ISBN 978-84-474-4066-5
- Gent de mar (1997) ISBN 978-84-246-2494-1
- Tots sis (2020) ISBN 978-84-16661-89-3

La seva obra ha estat traduïda al castellà i al basc.